# 田川隼嗣
田川 隼嗣（たがわ しゅんじ、2000年12月25日 - ）は、日本の俳優。長崎県佐世保市出身・在住。アミューズに所属していた。現在はフリーランス。

## 来歴
- 中学在学中の2014年11月23日、JUNON主催の第27回ジュノン・スーパーボーイ・コンテストで審査員特別賞受賞[1]。
- 2017年6月に、Twitter登録した。
- 2019年8月に、『監察医 朝顔』で連ドラのレギュラーとして初出演した。
- 2021年7月31日、所属事務所アミューズを退所し、芸能界を引退[2]。
- 2023年より「役者の道に再挑戦したい」という思いから、地元長崎県で自主製作映画や学生映画に出演するなど、俳優活動を再開している[3]。

## 人物
- 2000年12月25日生まれ。
- あこがれの俳優は堺雅人[4]。ドラマ「半沢直樹」[5]での堺雅人の演技に魅了されたことにより、俳優を目指して「ジュノン・スーパーボーイ・コンテスト」に応募した。
- 身長176cm。血液型はB型。
- 趣味は料理、釣り。
- 特技はヌンチャク、サックス、絵を描くこと。
- 高校生活は東京と実家の長崎を行き来していた。

## 出演

### テレビドラマ
- 緊急取調室 第4話（2017年5月11日、テレビ朝日） - 森山和人 役
- 監察医 朝顔 第6話 - 最終話（2019年8月19日 - 9月23日、フジテレビ） - 熊田祥太 役[6]
  - 監察医 朝顔 特別編（2019年9月30日）
  - 監察医 朝顔 第2シーズン 第１話 - 第５話（2020年11月2日 - 2021年3月22日）
- 絆のペダル（2019年8月24日 、日本テレビ） - 南健太郎 役
- ニッポンノワール-刑事Yの反乱- 第3話・第7話（2019年10月27日・11月24日、日本テレビ） - 宝生順平（整形前） 役
- 荒ぶる季節の乙女どもよ。（2020年9月9日 - 10月27日、MBS・TBS系）  - 杉本悟 役[7]
- 警視庁ゼロ係〜生活安全課なんでも相談室〜 出張捜査 静岡編（2021年1月25日、テレビ東京） - 龍神雅史 役
- 君が心をくれたから 第1話（2024年1月8日、フジテレビ）
- TRUE COLORS 第6話（2025年2月9日、NHK BS・BSプレミアム4K） - 福原清慈 役[8]

### 映画
- BRAVE STORM ブレイブストーム（2017年11月10日、プレシディオ）
- ブレイブ 群青戦記（2021年3月12日、東宝）- 久坂 役
- 東京リベンジャーズ（2021年7月9日、ワーナー・ブラザース映画）- タクヤ 役
- こん、こん。（2023年9月29日、BLUE.MOUNTAIN）[9]
- 今日も咲く花のように（2025年3月29日、長崎県立大学 映画研究会SeaCaT）- 羽澄純一 役

### 舞台
- シス・カンパニー公演『ローゼンクランツとギルデンスターンは死んだ』（2017年10月30日 - 11月26日、世田谷パブリックシアター）[10]
- いまを生きる（2018年10月5日 - 10月24日、新国立劇場 中劇場） - チャールズ・ダルトン 役[11]
- レパートリーの創造 木ノ下歌舞伎『糸井版 摂州合邦辻』（2019年2月10日 - 3月17日、ロームシアター京都 サウスホール・穂の国とよはし芸術劇場PLAT 主ホール・KAAT神奈川芸術劇場 大スタジオ）[12]
- 青春㎠（2020年7月18日配信上映、アミューズ ）[注釈 1] - 番 役

### その他テレビ番組
- 『ドラマちっくニュース』秋の2時間スペシャル! (2016年10月29日、日本テレビ)
- 痛快TVスカッとジャパン『テニスの王子様に恋をして（やって後悔するかやらないで後悔するか？）』（2018年4月30日、フジテレビ）
- ながさき食革命 スマ塩 減塩ライフ（2023年9月16日、長崎国際テレビ）
- 土曜デジマンボ（2024年8月24日、長崎国際テレビ）

### ネット番組
- 真夏のオオカミくんには騙されない(2017年7月22日 - 9月23日、AbemaTV) レギュラー出演
- FHIT MUSIC♪(2018年3月、dTV)
- たがわの新生活(2019年5月22日 - 、STOLABO TOKYO)
- カメラテスト ＃7 (2020年3月31日配信、YouTube)

### CM
- ソフトバンク「SUPER FRIDAY×吉野家」（2018年2月1日）
- 大塚製薬株式会社「ポカリ、おくってあげなきゃ『先輩後輩』」篇 (2020年)

### ラジオ
- コミュニティFM渋谷のラジオ（87.6MHz）｢渋谷のラジオの学校｣（2019年12月5日・19日）

### イベント
- 15th Anniversary SUPER HANDSOME LIVE「JUMP↑ with YOU」（2020年2月15日・16日、両国国技館）

### CD・DVD
- 15th Anniversary SUPER HANDSOME COLLECTION 「JUMP↑」（2019年11月30日、アミューズ)
- 15th Anniversary SUPER HANDSOME LIVE「JUMP↑with YOU」（2020年7月10日、アミューズ ）
- 「HANDSOME アルバム」（2020年12月発売予定、アミューズ）[13]